# Victor Bensow
Jacob Victor Bensow, född den 13 februari 1854 i Göteborg, död där den 1 april 1939, var en svensk tandläkare, son till Simon Bensow, far till Folke Bensow och kusin till Oscar Bensow. 
Bensow blev 1884 föreståndare för polikliniken för tandsjukdomar i Göteborg och 1889 för Göteborgs tandläkarinstitut. Han var en av stiftarna av Göteborgs tandläkarsällskap och föreståndare för Göteborgs skoltandklinik.